# سي-سبان
سي-سبان هي شبكة كابل وقنوات فضائية أمريكية تأسَّست عام 1979 كخدمة عامّة غير ربحية. تبثُّ سي-سبان كل ما يتعلَّقُ بالحكومة الفيدرالية للولايات المتحدة من اجتماعات ومجالس وغير ذلك عدى عن برامجها السياسيّة التي تهمُّ الحكومة الأمريكية بالدرجة الأولى. تضمُّ شبكة سي-سبان عددًا من القنوات التلفزيونية بما في ذلك سي-سبان 1 التي تُركّز على مجلس النواب وسي-سبان 2 التي تُركّز على مجلس الشيوخ وسي-سبان 3 التي تبث جلسات استماع حكومية أخرى وبرامج ذات الصّلة فضلًا عن محطة الراديو دابليو سي إس بي ومجموعة من المواقع التي تُوفّر وسائط متدفقة ومحفوظات لبرامج سي-سبان.
تتوفر قنوات سي-سبان التلفزيونية لما يقربُ من 100 مليون منزل من خلال قنوات الكابل والأقمار الصناعية داخل الولايات المتحدة، بينما يُبثُّ راديو دابليو سي إس بي من واشنطن العاصمة ومتاحٌ في جميع أنحاء الولايات المتحدة وعالميًا من خلال تطبيقات راديو الشبكة على نظامي جهزة آي أو إس وأندرويد. تبثُّ الشبكة الأحداث السياسية الأمريكية ولا سيما التغطيات المباشرة للجلسات التي تُعقد في الكونجرس الأمريكي، كما تبثُّ جلساتٍ لبرلمانات دول أخرى بما في ذلك البرلمان الكندي، البرلمان الأسترالي وبرلمان المملكة المتحدة (بما في ذلك الاستجواب الأسبوعي لرئيس الوزراء) فضلاً عن الأحداث الكبرى في جميع أنحاء العالم. تشمل التغطية غير السياسية للشبكة برامج تاريخية والبرامج مخصصة للحديثِ عن الكتب غير الخيالية ومقابلات مع أفراد بارزين مرتبطين بالسياسة العامة. سي-سبان هي منظمة خاصة غير ربحية تمولها شركات الكابلات والأقمار الصناعية التابعة لها ولا تطلب أي تبرعات أو تعهدات، حيثُ تعمل الشبكة بشكل مستقل ولا تتحكم شركات صناعة الكابلات ولا الكونجرس في محتوى برمجتها.

## التاريخ

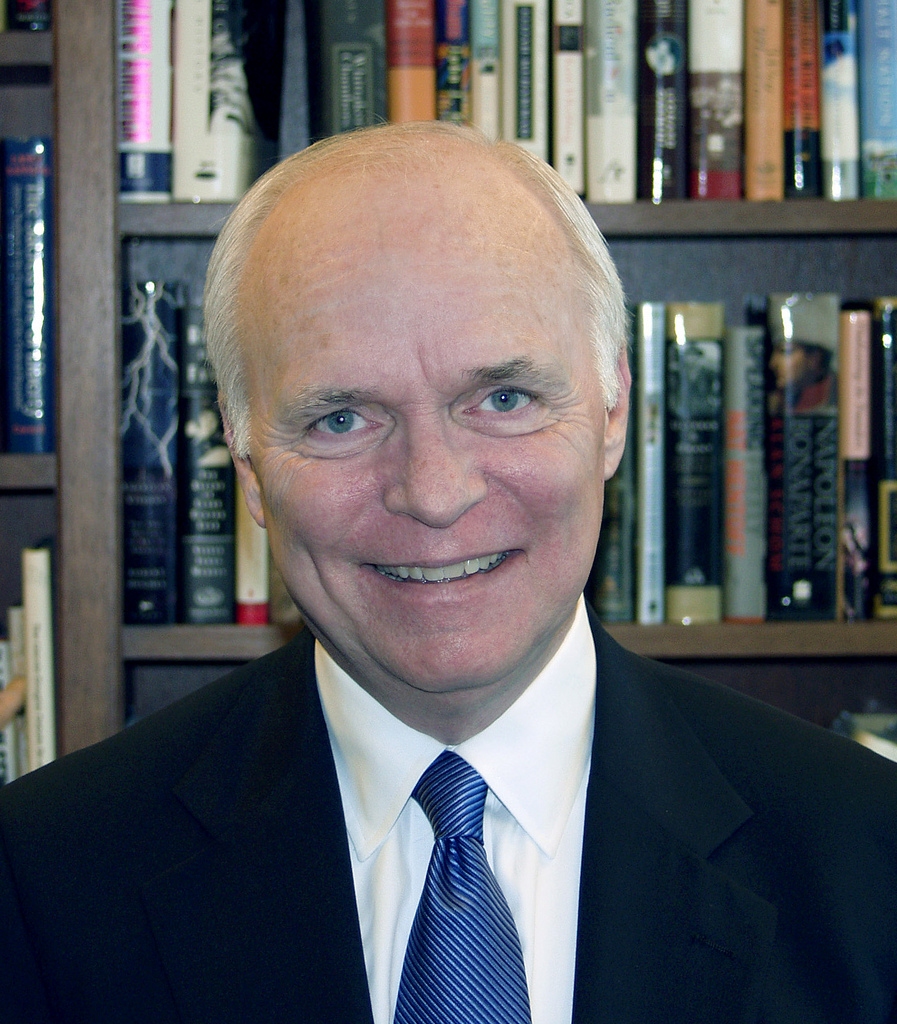
برايان لامب مؤسّس شبكة سي-سبان عام 1979

### البداية
ابتكرَ برايان لامب – رئيس مجلس إدارة الشبكة حاليًا والرئيس التنفيذي السابق لها – فكرة إنشاء شبكة تلفزيونيّة تحتَ اسمِ سي-سبان عام 1975 أثناء عمله كرئيس مكتبٍ في واشنطن العاصمة لمجلة كابل فيجن (بالإنجليزية: Cablevision) للترويج لتجارة الكابلات. نمت في ذلك الوقت وبشكلٍ سريعٍ عدد القنوات التلفزيونية الكابلية في الولايات المتحدة، فكان تصوّر لامب الأوليّ لشبكةٍ غير ربحية تمولها صناعة الكابلات لبث الجلسات التليفزيونية للكونغرس الأمريكي وباقي الأحداث السياسية الأخرى. شارك لامب فكرته مع العديد من المسؤولين التنفيذيين الناشطين في مجال الكابلات والذين ساعدوه على إطلاق الشبكة بمن فيهم بوب روزينكرانس الذين قدم للشبكة الحديثة تمويلًا بقيمة 25,000 دولار عام 1979، و جون د. إيفانز الذي قدم الدعم الفنّي وساعد في توزيعِ إشارة شبكة سي-سبان على أوسع نطاق. أُطلقت بعد كل هذا شبكة سي-سبان وكان الهدف منها توفير تغطية متلفزة للأحداث السياسية الأمريكية، فضلًا عن مساعدة المشاهدين على الحفاظ على نظرة شاملة للسياسة وخاصة الحملات الرئاسية في ظلّ التشت الذي نتج عن كثرة وسائل الإعلام وتحليلاتها.
افتُتحت شبكة سي-سبان رسميًا في التاسع عشر من آذار/مارس 1979 وروّجت لنفسها حينها بالقول على لسان مديرها التنفيذي لامب: «سي-سبان هي عكس نشرات الأخبار التلفزيونية التي لا تُخبرنا حقًا بما يقصد المرشحون فعله بالسلطة التي يطلبونها منا.» تزامن افتتاح الشبكة مع أول جلسة يسمحُ مجلس النواب ببثها على شاشة التلفزيون وشبكات الكابل بما في ذلك سي-سبان التي نقلت خطاب ممثل تينيسي آنذاك آل جور ليكون أول خطابٍ يُنقل على الشبكة منذُ تأسيسها. كانت شبكة سي-سبان في بداياتها حينها حيثُ وُصِلَ كابل الشبكة في حوالي ثلاث مليون ونصف منزل، بينما لم يتجاوز عدد موظفيها حينها الثلاثة. واصلت الشبكة التطوير من عمليّاتها والبحث عن مشاهدين جدد ثمّ طوّرت الكثير من هيكلتها في الرابع والعشرين من أيلول/سبتمبر 1982. استمرت الشبكة في بث جلسات مجلس النواب وباقي الجلسات العموميّة المتعلقة به إلا أن قدم بعد عامينِ تقريبًا زعيم الأغلبيّة في مجلس الشيوخ هوارد بيكر مشروع قرارٍ للسماح بدخول الكاميرات إلى المجلس لكنّ المشروع لم يكتمل وظلَّ حبيس الأوراق، فأعاد السناتور ويليام ل. أرمسترونج عام 1986 إقناع زملائه بالسماح للكاميرات بدخول أرض مجلس الشيوخ وهذا ما حصل.
بدأت قناة سي-سبان الثانيّة (أو سي-سبان 2) نشاطها في الثاني من حزيران/يونيو 1986 بعد السماح بتصوير وبثّ جلسات مجلس الشيوخ الأمريكي، وقد كان بثها محدودًا ومقتصرًا على أوقات معيّنة إلى أن أصبحت في الخامس من كانون الثاني/يناير 1987 قناة شاملة تبث طوال اليوم. ظهرت قناة سي-سبان الثالثة (أو سي-سبان 3) في الثاني والعشرين من كانون الثاني/يناير 2001 وركّزت على بثِّ الأحداث السياسة العامة الحية والمسجلة وكذا الأحداث المتعلقة بالحكومة في أيام الأسبوع مع عرض البرامج التاريخية في ليالي وعطلات نهاية الأسبوع. تُعتبر سي-سبان الثالثة خليفة قناة رقمية كانت تُدعى سي-سبان إكسرا والتي بدأت في منطقة واشنطن دي سي عام 1997 حيث كانت تبث الأحداث السياسية الحية والمسجلة على التلفزيون من الساعة 9:00 صباحًا حتى 6:00 مساءً (التوقيت الشرقي) من الإثنين حتى الجمعة.
بدأت محطّة سي-سبان راديو بثها في التاسع من تشرين الأول/أكتوبر 1997 حيث غطت أحداثًا مماثلة لتلك التي كانت تُغطّيها شبكات التلفزيون وغالبًا ما تبث برامجها بشكل متزامن. تبث المحطة على دابليو سي إس بي-إف إم (90.1.1) من واشنطن العاصمة كما يُمكن الوصول للمحطّة من إكس إم راديو 120 ومن مواقع وبرمجيّات أخرى تقدم هذه الخدمة. تقاعد لامب في آذار/مارس 2012 بالتزامن مع الذكرى الثالثة والثلاثين للقناة، معطيًا فرصة الإدارة التنفيذية لمساعدَيْهِ روب كينيدي وسوزان سوين. استُبدلت بطريقةٍ من الطرق في الثاني عشر من كانون الثاني/يناير 2017 موجز الويب عبر الإنترنت – ويُعرف كذلك باسم التغذية الراجحة – لقناة سي-سبان 1 بتغذيةٍ من الشبكة التلفزيونية الروسية آر تي أمريكا لمدة 10 دقائق تقريبًا. أعلنت شركة سي-سبان أنها كانت تعمل على استكشاف الأخطاء وإصلاحها مفترضةً أنَّ الخلل حصل نتيجة مشكلة توجيه داخلية.

### احتفالات الذكرى السنوية

شعار سي-سبان من عام 1991 حتى اليوم الذي يسبقُ الذكرى الأربعين لتأسيسها في الثامن عشر من آذار/مارس 2019. اتخذ الشعار إشاراتٍ تصميمية مختلفة وألوانًا مختلفة أيضًا.

احتفلت سي-سبان بالذكرى السنوية العاشرة لتأسيسها عام 1989 من خلال عرضٍ استمرَّ لثلاث ساعات حيثُ ظهر فيه لامب وهو يستذكرُ تطوّر الشبكة. احتُفلَ بالذكرى السنوية الخامسة عشرة بطريقة غير تقليدية حيث سهلت الشبكة الوصول لمناظرات لينكولن-دوغلاس السبع التاريخية لعام 1858 والتي بُثَّت عبر التلفزيون من آب/أغسطس إلى تشرين الأول/أكتوبر 1994 وأُعيد بثها من وقت لآخر منذ ذلك الحين. عُرضت بعد خمس سنوات – أي في الذكرى العشرين للشبكة – سلسلة الرؤساء الأمريكيين: سماتُ الحياة (بالإنجليزية: American Presidents: Life Portraits).

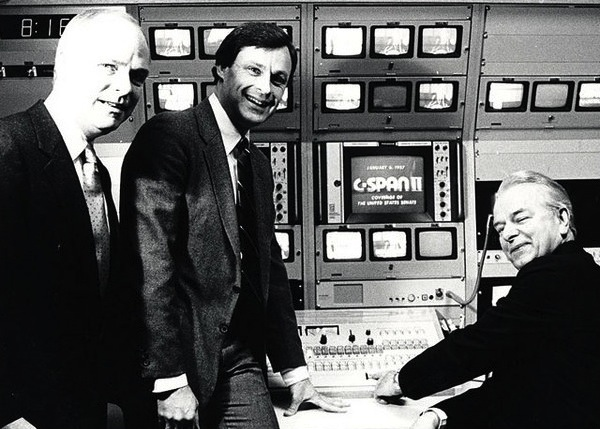
السناتور روبرت بيرد (على اليمين) رفقة مؤسّس سي-سبان بريان لامب (على اليسار) وبول فيتزباتريك (رئيس الشبكة آنذاك) في صورة جماعيّة من قلبِ سي-سبان في الثاني من حزيران/يونيو 1986.

احتفلت سي-سبان عام 2004 بمرورِ 25 عامًا على إنشائها وكانت في ذلك الوقت موجودة داخل 86 مليون مَنزِل، حيثُ تواجدت قناة سي-سبان الثانيّة في 70 مليون منزل فيما تواجدت قناة سي-سبان الثالثة في 8 ملايين منزل. أعادت سي-سبان في تاريخ الذكرى السنوية الخامسة والعشرين عرض جلساتٍ ونقاشاتٍ جرت في مجلس النواب منذ عام 1979، كما عرضت الشبكة مقاطع مع الصحفيين الذين ظهروا على سي-سبان خلال السنوات المبكرة من نشأتها. أعلنت سي-سبان في ذات الذكرى عن إقامة مسابقةٍ للمشاهدين طالبةً منهم كتابة مقالاتٍ حول كيفية تأثير الشبكة على حياتهم فيما يتعلَّقُ بخدمة المجتمع. كتب على سبيلِ المثال لا الحصر أحد الفائزين بالمسابقة عن كيف أثَّر برنامج سي-سبان الذي يُناقش كتبًا غير خياليّة في دفعهِ لعملٍ تطوّعي يتمثّلُ بالأساسِ في تسجيل الكتب صوتيًا ليستفيد منها الأشخاص المكفوفين.
للاحتفال بمرورِ 25 عامًا على تلقي مكالمات هاتفية من المشاهدين للمشاركة في التعليقِ على الأحداث السياسيّة، نظَّمت الشبكة عام 2005 ما سمّتهُ «ماراثون المكالمات» وهو حدثٌ سمحت فيهِ للمشاهدين بالاتصال بالشبكة متى ما رغبوا في ذلك طوال 25 ساعة متصلة حيثُ بدأ الحدث على الساعة الثامنة مساءً (التوقيت الشرقي) من يوم السابع من تشرين الأول/أكتوبر وانتهى على الساعة التاسعة مساءً من يوم الثامن من تشرين الأول/أكتوبر. دعت الشبكة أيضًا الفائزين في مسابقة المقالات للمشاركة في استضافة ساعةٍ كاملةٍ من البثّ من استوديوهات الشركة.

### النشاط
تُحاول سي-سبان منذ تأسيسها توسيع نطاق تغطيتها للاجتماعات الحكومية وكل ما يتعلق بها وخاصّة ما يتعلَّقُ بالمحكمة العليا الأمريكية. كتب لامب في كانون الأول/ديسمبر 2009 إلى القادة في مجلسي النواب والشيوخ طالبًا منهم أن يسمحوا ببثِّ المفاوضات الخاصة بإصلاح الرعاية الصحية عبرَ سي-سبان، كما كتبَ لامب في تشرين الثاني/نوفمبر 2010 إلى رئيس مجلس النواب جون بوينر يطلبُ تغييرات في القيود المفروضة على الكاميرات في المجلس. لقد طلبت سي-سبان إضافة بعض الكاميرات الخاصة بها والتي تعملُ آليًا إلى جانبِ الكاميرات التي تضعها – وبالتالي تُسيطر عليها – الحكومة في غرفة مجلس النواب، لكنّ بوينر رفض هذا الطلب في شباط/فبراير من العام 2011، مثلما رفضت نانسي بيلوسي عام 2006 طلبًا مشابهًا لإضافة كاميرات الشبكة في غرفة مجلس النواب بغرضِ تسجيل وقائع الجلسة. على الرغم من أن سي-سبان تحصلُ على محتواه فيما يخصُّ الجلسات من كابلات غرفة الكونغرس إلا أنَّ الكاميرات مملوكة وتتحكَّمُ فيها كل هيئة من هيئات الكونجرس.
التقطت شبكة سي-سبان في الثاني والعشرين وحتى الثالث والعشرين من حزيران/يونيو 2016 لقطات فيديو لأرضية مجلس النواب من ممثلين فرديين في المجلس حيث بُثَّت الفيديوهات المُلتقَطة عبر عدّة خدمات بث مباشر وعلى رأسها بيرسكوب وفيسبوك لايف وذلك أثناء اعتصامٍ نفذهُ الديمقراطيون في مجلس النواب للمطالبة بالتصويت على تدابير السيطرة على الأسلحة بعد الهجوم على نادي ليلي في أورلاندو. كان من الضروريّ بالنسبة للشبكة القيام بذلك لأن الاعتصام حصلَ خارج الجلسة فيما كان مجلس النواب في عطلة رسميّة وعليه فلا يُمكن لسي-سبان استخدام كاميرات مجلس النواب لتغطية الحدث. جديرٌ بالذكر هنا أنَّ استخدام أجهزة إلكترونية من أجل عمل بثٍّ مباشرٍ على بيرسكوب من قِبل أعضاء مجلس النواب ينتهكُ قواعد المجلس، إلّا أن سي-سبان فعلت دون تبريرٍ لكنها نشرت إخلاء مسؤوليةٍ على الهواء وعلى قنوات التواصل الاجتماعي الرسمية الخاصة بها.

### التوسع والتكنولوجيا
وسَّعت سي-سبان منذ أواخر التسعينيات تواجدها عبر الإنترنت بشكل كبير، حيثُ بدأت في كانون الثاني/يناير 1997 في البثّ المباشر لمحتوى قناتي سي-سبان الأولى وسي-سبان الثانيّة على موقعِ الشبكة على الإنترنت وهي المرة الأولى التي يتمُّ فيها بث جلسات الكونجرس مباشرة عبر الإنترنت. أنشأت سي-سبان موقعانِ مستقلانِ على شبكة الإنترنت هما مركز المؤتمرات ومركز النقاش وذلك لتغطية المؤتمرات الديمقراطية والجمهورية والمناقشات الرئاسية لعام 2008. بالإضافة إلى البث المباشر لشبكات سي-سبان التلفزيونية عبر الإنترنت، يتميّزُ موقع سي-سبان دوت أورج بمزيدٍ من البرامج الحية مثل جلسات استماع اللجان والخطب التي يتم بثها في وقت لاحق من اليوم بعد مغادرة الساسة في مجلسي النواب والشيوخ.
بدأت سي-سبان في محاولة إشراكِ الجمهور في تغطيّاتها في وقت مبكر حيثُ بدأت بإتاحة ميزة المشاركة في البرامج الحواريّة عبر المكالمات الهاتفية ثمّ توسّعت مع مرور السنوات في هذا إلى أن أتاحت في آذار/مارس 2009 خاصية استقبال رسائل المشاهدين بشكلٍ مباشرٍ عبر تويتر وطرحها على ضيوف برامج الشبكة. تمتلكُ الشبكة أيضًا صفحة على فيسبوك أضافت إليها بثًا مباشرًا من حين لآخرٍ منذ كانون الثاني/يناير 2011، وتهدفُ البثوت المباشرة إلى الترويجِ أكثر لما يجري في الكونغرس وباقي أروقة السياسة في الولايات المتحدة. بدأت الشبكة عام 2010 في الانتقال إلى البث التلفزيوني عالي الدقة وأتمَّت عملية الانتقال بالكامل في ظرفِ 18 شهرًا، حيثُ قدمت قناتيها الأولى والثانيّة بدقة عالية في الأول من حزيران/يونيو 2010 فيما قدمت قناتها الثالثة بدقّة عالية في تموز/يوليو من نفس العام.

## البرمجة

### مجلسي النواب والشيوخ
تُركّز شبكة سي-سبان في برمجتها على التغطية الحيّة لمجلسي النواب والشيوخ الأمريكيين، حيث تُركّز قناة سي-سبان الأولى على مجلس النواب وقد بثت بين عامي 1979 و2011 أكثر من 24,246 ساعة. تُركّز في المقابل قناة سي-سبان الثانية على التغطيّة الحية للجلسات والنقاشات التي تجري داخل مجلس الشيوخ. يُمكن للمشاهدين عبر الشبكة تتبع التشريعات أثناء انتقالها عبر هيئتي الكونجرس. لقد غطّت الشبكة وبشكلٍ مباشرٍ عددًا من الأحداث التي نُوقشت داخل قاعات الهيئتينِ على غِرار حرب الخليج الثانية عام 1991 والتصويت على عزل مجلس النواب ومحاكمة الرئيس بيل كلينتون في مجلس الشيوخ في عامي 1998 و1999 بالإضافة إلى إجراءات عزل الرئيس ترامب في عامي 2019 و2020.

### الشؤون العامة
تُعتبر شبكة سي-سبان مصدرًا مفيدًا للصحفيين وجماعات الضغط والمعلمين والمسؤولين الحكوميين وكذلك المشاهدين العرضيين المهتمين بالسياسة وذلك نظرًا لتغطيتها الحايديّة والمعمّقة للأحداث السياسية بخلاف تغطيّة مناقشات واجتماعات مجلسي النواب والشيوخ. وصف بعض مراقبي وسائل الإعلام شبكة سي-سبان بأنها «نافذةٌ على عالم سياسة واشنطن» فضلًا عن تسهيلها لوصول الجمهور إلى ما يجري خلال العمليّات السياسية وفهمها. تُغطّي قنوات الشبكة معظم الحملات السياسية الأمريكية بما في ذلك مؤتمرات الترشيح الرئاسية للجمهوريين والديمقراطيين والليبراليين، كما تُغطِّي الانتخابات النصفيّة وأحداث الحملة الرئاسية طوال مدة الحملة سواءً من خلال برنامج تلفزيوني أسبوعي تحتَ عنوان الطريق إلى البيت الأبيض (بالإنجليزية: Road to the White House)، أو عبر الموقع الإلكتروني للشبكة والمُتخصِّص في عالم السياسة.

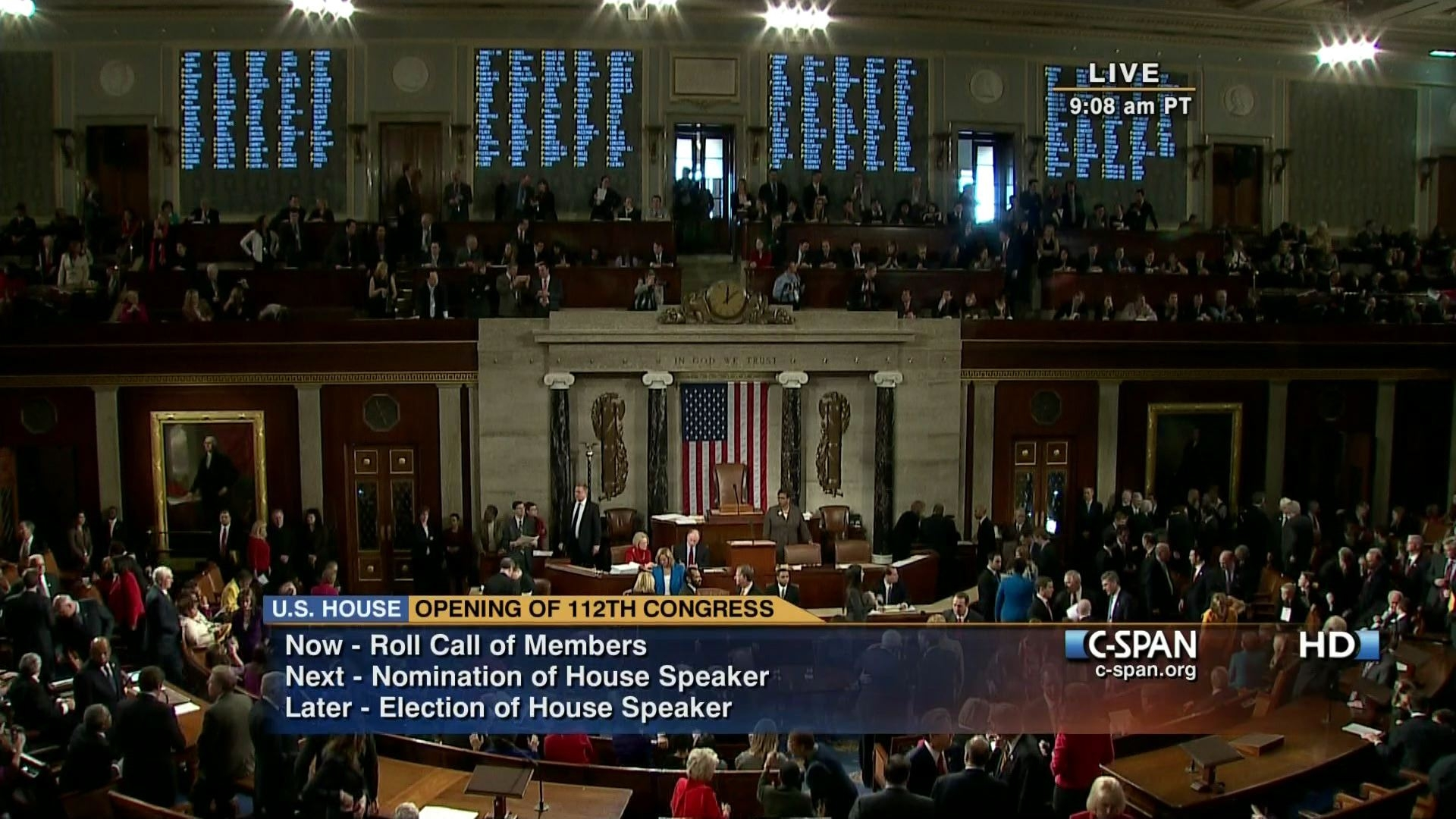
تغطية سي-سبان عاليّة الدقة لبداية أو افتتاحِ المؤتمر الـ 112 للكونغرس في الخامس من كانون الثاني/يناير 2011.

تبث القنوات الثلاث للشبكة أحداثًا سياسيّة مثل جلسات الاستماع في الكونغرس، الإيجازات الصحفية للبيت الأبيض والخطب الرئاسية بالإضافة إلى الاجتماعات الحكومية الأخرى بما في ذلك جلسات الاستماع لهيئة الاتصالات الفيدرالية والمؤتمرات الصحفية للبنتاغون. تشملُ التغطية السياسية الأخرى خطابات حالة الاتحاد، والمؤتمرات الصحفية الرئاسية. أظهرت نتائجُ استطلاع رأي بعد الانتخابات الرئاسية عام 1992 أنَّ 85% من مشاهدي سي-سبان قد صوّتوا في تلك الانتخابات. وجدت نتائج مسحٍ مشابهٍ في 2013 أن 89% من مشاهدي سي-سبان قد صوّتوا في الانتخابات الرئاسية لعام 2012. بالإضافة إلى كلّ هذه التغطيات السياسية، تبث الشبكة مؤتمرات صحفية واجتماعات لمختلف وسائل الإعلام الإخبارية والمنظمات غير الربحية عدى عن الندوات السياسة العامة وعشاء مراسلي البيت الأبيض. ليس لدى الشبكة في المقابل وصولٌ لجلسات المحكمة العليا لكنها تعتمدُ بدلًا من ذلك على التسجيلات الصوتية حيثُ تربط كل تسجيلٍ صوتيّ بصورة قائله سواءً أكان قاضيًا أو محاميًا أو حتى متهمًا وذلك لتغطية جلسات المحكمة في القضايا المهمة.
تعرضُ الشبكة من حينٍ لآخر جلساتِ البرلمان الأسترالي والبرلمان الكندي وبرلمان المملكة المتحدة (بما في ذلك جلسة الاستجواب الأسبوعي لرئيس الوزراء وافتتاح البرلمان)، فضلًا عن باقي الأحداث السياسيّة الأخرى المهمّة في مختلف بقاع العالم. تقوم الشبكة أحيانًا ببث تقارير إخبارية من جميع أنحاء العالم وخاصّة عند وقوع أحداث كبرى، حيث بثت سي-سبان على سبيلِ المثال لا الحصر تغطية قناة سي بي سي التلفزيونية لهجمات الحادي عشر من أيلول/سبتمبر، كما غطَّت جنازات بعض الرؤساء السابقين، وأفراد بارزين آخرين. غطَّت الشبكة عام 2005 إعصار كاترينا من خلال معلومات ووسائط من هيئة الإذاعة الوطنية (إن بي سي) في نيو أورلينز كما غطّت إعصار آيك عبر معلومات ووسائط من سي بي إس في هيوستن. تحصلُ الشبكة أيضًا على تغطيّة سي بي سي للأحداث التي تؤثر على الكنديين مثل الانتخابات الفيدرالية الكندية، وفاة وجنازة بيير ترودو. نقلت الشبكة في أوائل عام 2011 بثّ قناة الجزيرة لتغطية الأحداث السياسيّة في مصر وتونس ودول عربية أخرى، كما استعانت بلقطات فيديو وصوت من تلفزيون ناسا معظم المهام المتعلقة بالفضاء.
تُقدم الشبكة من خلال برامجها التي تُناقش الشؤون العامة وجهات نظر مختلفة حيث تُتيج الوقت لمناقشة الآراء المتعددة حول موضوع معين. لقد بثت الشبكة عام 2004 خطاب مؤرخ الهولوكوست ديبوراه ليبستادت على التلفاز بجوار خطابٍ لمنكر الهولوكوست ديفيد إيرفينغ الذي كان قد رفع دعوى قضائية ضد ليبستادت بتهمة التشهير في المملكة المتحدة قبل أربع سنوات. انتُقدت سي-سبان لاستخدامها كلمة «توازن» لوصف خطّتها في تغطية خطابي ديبوراه وديفيد على حدٍ سواء، لكنّ الشبكة أنهت هذه التغطيّة حينما منعت ليبستادت وسائل الإعلام من بثّ خطاباتها. تسعى الشبكة جاهدةً من أجل الحياد وعدم التحيز، حيث تُلزم مضيفيها بعدم التأثير في الأخبار السياسية التي يعرضونها مؤكّدة على أنَّ دورهم ببساطة هو تسهيل الإجراءات السياسيّة وشرحها للمشاهد دون تبنّي وجهة نظرٍ معيّنة.

### البرامج الرئيسية
تُغطّي قناة سي-سبان (وتُعرف أيضًا باسمِ سي-سبان الأولى) وقائع مجلس النواب بينما تُغطّي سي-سبان الثانيّة جلسات مجلس الشيوخ. تبدأ البرمجة اليومية للشبكة ببرنامج واشنطن جورنال (بالإنجليزية: Washington Journal) من السابعة حتى العاشرة صباحًا بالتوقيت الشرقي. بُثَّ هذا البرنامج لأول مرةٍ في الرابع من كانون الثاني/يناير 1995 ولم ينقطع بثه منذ ذلك الحين حيثُ استضافَ البرنامج مئات الضيوف بما في ذلك المسؤولين المنتخبين والإداريين الحكوميين والصحفيين. يُغطِّي البرنامج الأحداث الجارية حيث يُجيب الضيوف على أسئلةٍ حول الموضوعات التي يطرحها المُضيف كما يُجيب على أسئلةٍ من عامّة الناس.
تعرضُ سي-سبان الثانيّة برنامج السياسة والسياسة العامة اليوم (بالإنجليزية: Politics and Public Policy Today) وذلك ابتداءً من الساعة التاسعة مساءً حتى منتصف الليل، حيث يُعرض خلال البرنامج أبرز أحداث اليوم مع التعليقِ عليها. تُقدم الشبكة عددًا من البرامج الرئيسية الأخرى بما في ذلك برنامج أمريكا والمحاكم (بالإنجليزية: America and the Courts) الذي يُعرض كل يوم سبت على الساعة السابعة مساءً بالتوقيت الشرقي، وبرنامج صانعو الأخبار (بالإنجليزية: Newsmakers) وهو وهو برنامج صباحي يُعرض كل يوم أحد حيث يستضيفُ المضيف ضيوفًا مهمين لمناقشة الأحداث السياسية التي تهمُّ واشنطن. هناك أيضًا برنامج سؤال وجواب (بالإنجليزية: Q&A) الذي يُعرض مساء كلّ أحد حيثُ يستضيف بريان لامب مجموعة من الضيوف من بينهم صحفيون وسياسيون وكتّاب وشخصيات عامة أخرى، فضلًا عن برنامج المتحدثون (بالإنجليزية: The Communicators) الذي يعرض مقابلات مع الصحفيين والمسؤولين الحكوميين ورجال الأعمال المشاركين في صناعة الاتصالات والتشريعات ذات الصلة.
تُخصّص سي-سبان الثانيّة في عطلات نهاية الأسبوع برامجها للحديث عن الكُتب غير الخيالية والمؤلفين. بدأت القناة في بثّ برنامج كتاب ملاحظات (بالإنجليزية: Booknotes) في عام 1989 حتى 2004، حيث يُجري مضيف البرنامج مقابلة فردية لمدة ساعة مع كاتبٍ غير روائيّ. تعرضُ القناة أيضًا برنامج في العمق (بالإنجليزية: In Depth) وهو برنامج يُبثُّ على الهواء مباشرة حيثُ يجري فيه المضيف مقابلة لمدة ثلاث ساعات مع مؤلفٍ أو كاتبٍ ما، فضلًا عن برنامج بعد الكلمات (بالإنجليزية: After Words) حيث يُقابل فيه ضيوفٌ مختارين كتاب آخرين مختارين لمناقشة مواضيع مشتركة بين الاثنين. تتضمَّنُ برمجة عطلة نهاية الأسبوع تغطية بعض الاأحداث الكتب على غِرار حلقات النقاش ومعارض الكتب وحفل توقيع الإصدارات الجديدة من الكتب والجولات في مكتباتٍ في جميع أنحاء الولايات المتحدة.

### سي-سبان 3
تُغطّي سي-سبان الثالثة جلسات الاستماع في الكونجرس كما تعرض برامج تاريخيّة من وقتٍ لآخر. تعرضُ القناة طوال أيّام الأسبوع بثوت حيّة لمختلفِ الأحداث السياسية من واشنطن العاصمة، فيما تبثُّ كل عطلة نهاية أسبوع برامج مخصصة تحكي تاريخ الولايات المتحدة حيث يُغطّي مجمونة البرامج هذه تاريخ الولايات المتحدة منذُ تأسيسها حتى أواخر القرن العشرين. هناك أيضًا برنامج التحف الأمريكيّة (بالإنجليزية: American Artifacts) المخصَّصِ لاستكشاف المتاحف والمواقع التاريخية عدى عن عرضِ محاضراتٍ في التاريخ يلقيها أساتذة جامعيين كبار. بثت القناة عام 2009 سلسلة من المقابلات المكونة من ثمانية أجزاء من معهد روبرت جيه دول للسياسة في جامعة كانساس والتي شارك فيها المؤرخ ريتشارد نورتون سميث ونائب الرئيس والتر مونديل من بين آخرين ظهروا في المقابلات.

### برامج خاصة
أنتجت شبكة سي-سبان عددًا من البرامج الخاصّة التي تتطرق لموضوعات محددة، حيثُ أنتجت عام 1994 برنامجًا أُعيد فيه تجسيدِ مناظرات لينكولن-دوغلاس السبع، كما أنتجت بعد عدة سنوات سلسلة مماثلة تتحدثُ عن رحلة أليكسيس دي توكفيل الموصوفة في كتاب الديمقراطية في أمريكا، عدى عن برنامج الكتاب الأمريكيون وهو البرنامج الذي عرض وناقشَ أعمال 40 كاتبًا أمريكيًا مشهورًا بطريقة حديثة نوعًا ما. خلال عامي 2008 و2009 وكجزءٍ من الاحتفال بالذكرى المئوية الثانية لميلاد أبراهام لنكولن، أنتجت الشبكة سلسلة بعنوان مائتي سنة عن رحيلِ لنكولن (بالإنجليزية: Lincoln 200 Years) وهي السلسلة التي تضمَّنت حلقات حول مجموعة متنوعة من الموضوعات المتعلقة بحياة لينكولن بما في ذلك حياته المهنية ومنازله وآرائه في العبودية.
أنتجت الشبكة أيضًا أفلامًا وثائقية خاصة لصالحِ بعض اامؤسسات الأمريكية بما في ذلك الفيلم الوثائقيّ بعنوان مبنى الكابيتول (بالإنجليزية: The Capitol) وهو الفيلم الذي ركّز على تاريخ وفن وهندسة مبنى الكابيتول، وفيلم البيت الأبيض (بالإنجليزية: The White House) الذي يعرضُ لقطاتٍ من داخل البيت الأبيض ويستكشفُ تاريخ المبنى وشاغليه، وكذا فيلم المحكمة العليا (بالإنجليزية: The Supreme Court) الذي يُركّز على تاريخ وأبرز شخصيات المحكمة،  وأخيرًا وليس آخرًا فيلم داخل منزل بلير (بالإنجليزية: Inside Blair House) الذي يُركّز على بيت ضيافة الرئيس. أصدرت شبكة سي-سبان عام 2013 برنامجًا جديدًا تحتَ عنوان السيدات الأوليات: التأثير والصورة (بالإنجليزية: First Ladies: Influence & Image) وهو البرنامج المكوّن من 35 حلقة والذي يتحدثُ عن السيدات الأوليات للولايات المتحدة ومدى تأثيرهنّ.

### البث الإذاعي
بالإضافة إلى القنوات الثلاثة للشبكة، تُبثُّ سي-سبان أيضًا عبر الراديو C-SPAN من خلال محطة دابليو سي إس بي من منطقة واشنطن العاصمة. تُبثُّ برامج الشبكة أيضًا على الهواء مباشرة على موقع سي-سبان دون أورج الذي يُمكن الوصول له عبر المتصفح من خلال مختلف الحواسيب كما يُمكن الوصول له من خلال تطبيق الموقع على نظامي آي أو إس وأندرويد وحتى بلاك بيري. لدى الشبكة سياسة انتقائية فيما يتعلق بالمحتوى المُبثّ إذاعيًا، حيث أنها لا تُكرّر ما يُبثُّ على قنواتها عبر بثّها الإذاعي كما تفعل معظم القنوات، بل إنها تذيع برامج جديدة على المحطّة الإذاعية بما في ذلك التواريخ الشفوية وبعض اجتماعات اللجان والمؤتمرات الصحفية التي لا تُعرض على التلفزيون.

### الإنترنت

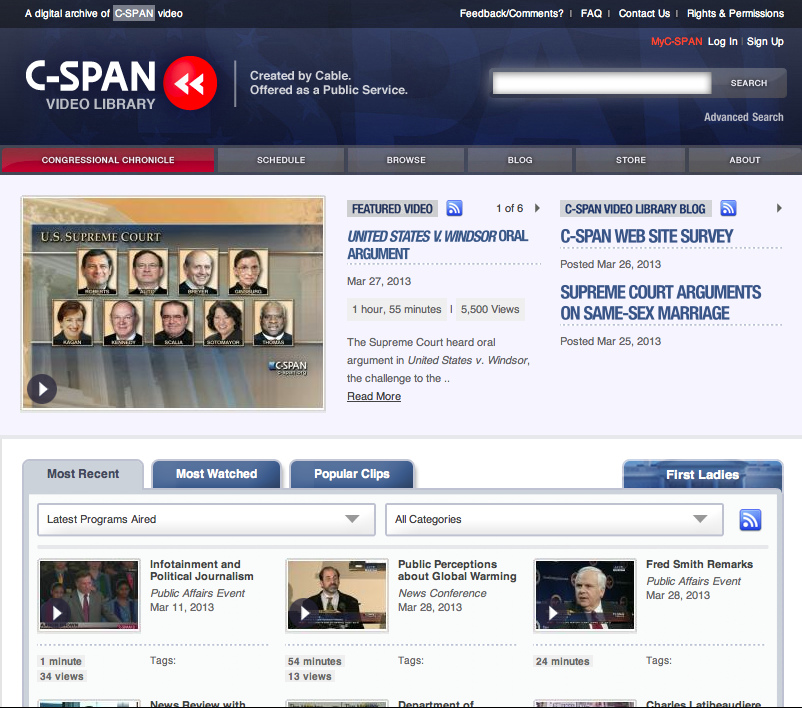
الصفحة الرئيسية لمكتبة فيديو شبكة سي-سبان على الإنترنت

كشفت سي-سبان في آب/أغسطس 2007 عن موقعها على الإنترنت لأرشفة فيديوهات الشبكة. تحتوي مكتبة الفيديوهات على جميع برامج الشبكة منذ عام 1987 بإجمالي أكثر من 160,000 ساعة حتى آذار/مارس 2010، وما زالت الشبكة تَرفع المزيد من الفيديوهات على موقع الأرشفة الخاصّ بها مع مرور الوقت، حيثُ رفعت من قبل فيديوهات قديمة تعودُ لعام عام 1979 تاريخ افتتاح الشبكة، كما رفعت فيديوهات من إدارة الأرشيف والوثائق الوطنية على غرار مقاطع من رحلة ريتشارد نيكسون إلى الصين عام 1972. رفعت الشبكة حتى آب/أغسطس 2020أكثر من 261,000 ساعة برامجها التي شُوهدت أكثر من 253 مليون مرة. وصفَ المعلقون الإعلاميون وجود موقع أرشيف فيديوهات الشبكة على الإنترنت بأنها خدمة تعليمية رئيسية ومصدر قيّم للباحثين في السياسة والتاريخ. لقد كان لمكتبة فيديوهات الشبكة دور رئيسي في أبحاث الإعلام والمعارضة وأبحاثٌ أخرى، وقد فازت الشبكة بجائزة بيبودي في عام 2010 لإنشاء أرشيفٍ دائمٍ لتاريخ السياسة الأمريكية ولتوفيره كخدمة عامة مجانية وسهلة الاستخدام.
قبل رفع سي-سان لمحتوياتها على الإنترنت، كانت مواقع مثل ميتافيد وفوتر واتش تستضيفُ فيديوهات جلسات مجلسي النواب والشيوخ، وبعد الرفع بدأت الشبكة في الاعتراض على استخدامِ موقع ميتافيد للفيديوهات المحميّة بحقوق الطبع والنشر لسي-سيان. كانت النتيجة إزالة ميتافيد لعددٍ من الفيديوهات من موقعها وخاصّة تلك المُصوّرة بكاميرات سي-سبان مع الاحتفاظِ بباقي الفيديوهات المُتلقطة من قِبل كاميرات تابعة للحكومة. شاركت سي-سبان أيضًا في إجراءات لمنعِ باقي الأطراف من استخدام محتواها غير المصرح به عبر الإنترنت بما في ذلك الفيديوهات التي تلتقطها من داخل مجلسي النواب والشيوخ. لقد طلبت الشبكة في أيّار/مايو 2006 إزالة فيديو ستيفن كولبير في عشاء جمعية مراسلي البيت الأبيض من يوتيوب على اعتبار أنها مالكة حقوق المقطع. بعدما عبر بعضُ المدونين عن مخاوفهم من تضييق شبكة سي-سبان وشبكات أخرى على محتويات يُفترض أن تكون عامّة، سمحت سي-سبان لجوجل فيديو باستضافة الحدث بالكامل. في ذاك الوقت، وبالضبط في السابع من آذار/مارس 2007 أضافت سي-سبان سياسة حقوق الطبع والنشر الخاصة بها لأي أحداث رسمية تُصوّرها حيثُ سمحت بنسخ محتوياتها ونشرها أو مشاركتها على الإنترنت مع شرطِ عدم الاستفادة منها تجاريًا.
وسَّعت الشبكة عام 2008 من وجودها على الإنترنت وذلك قُبيل الانتخابات الرئاسيّة حيث بدأت في رفعِ فيديوهات تُلخّص الأحداث السياسية المهمّة في الولايات المتحدة كما أتاحت مدونة للنقاش فضلًا عن بثّ المؤتمرات الحزبية عبر مواقع التواصل الاجتماعي، كما فعلت نفس الشيء خلال الانتخابات الرئاسية لعام 2012. يُمكن بالإضافة لكلّ هذا الوصول لجميع برامج الشبكة بعد بثّها على موقع الويب الخاص بها بتنسيق فلاش فيديو. أعلنت الشبكة في التاسع والعشرين من تمّوز/يوليو 2014 أنها ستبدأ في تقييد الوصول إلى البث المباشر لقنوات سي-سبان الأولى والثانية والثالثة لمشتركي الكابلات مشيرة إلى مخاوف من تحول المشاهدين من تلفزيون الكابل إلى الإنترنت، لكنها أكّدت في الوقت ذاته على أنها ستستمر في بثّ جميع الاجتماعات الحكومية وجلسات الاستماع والمؤتمرات بالبث المباشر عبر الإنترنت، كما وفّرت موجزات صوتية حية لجميع القنوات الثلاث مجانًا من خلال تطبيق الهاتف المحمول الخاص بالشبكة. أثار القرار بعض الانتقادات من المهتمّين الذين أشاروا إلى حقيقة أن سي-سبان قد ظهرت في البداية كخدمة مجانية وعامّة ويجبُ أن تبقى كذلك. بدأت سي-سبان اعتبارًا من كانون الأول/ديسمبر 2019 في وضعِ إعلاناتٍ على مقاطع الفيديو الخاصة بها عبر الإنترنت على غرار إعلانات يوتيوب التي يُمكن تخطّيها بعد 5 ثوانٍ.

## التنظيم

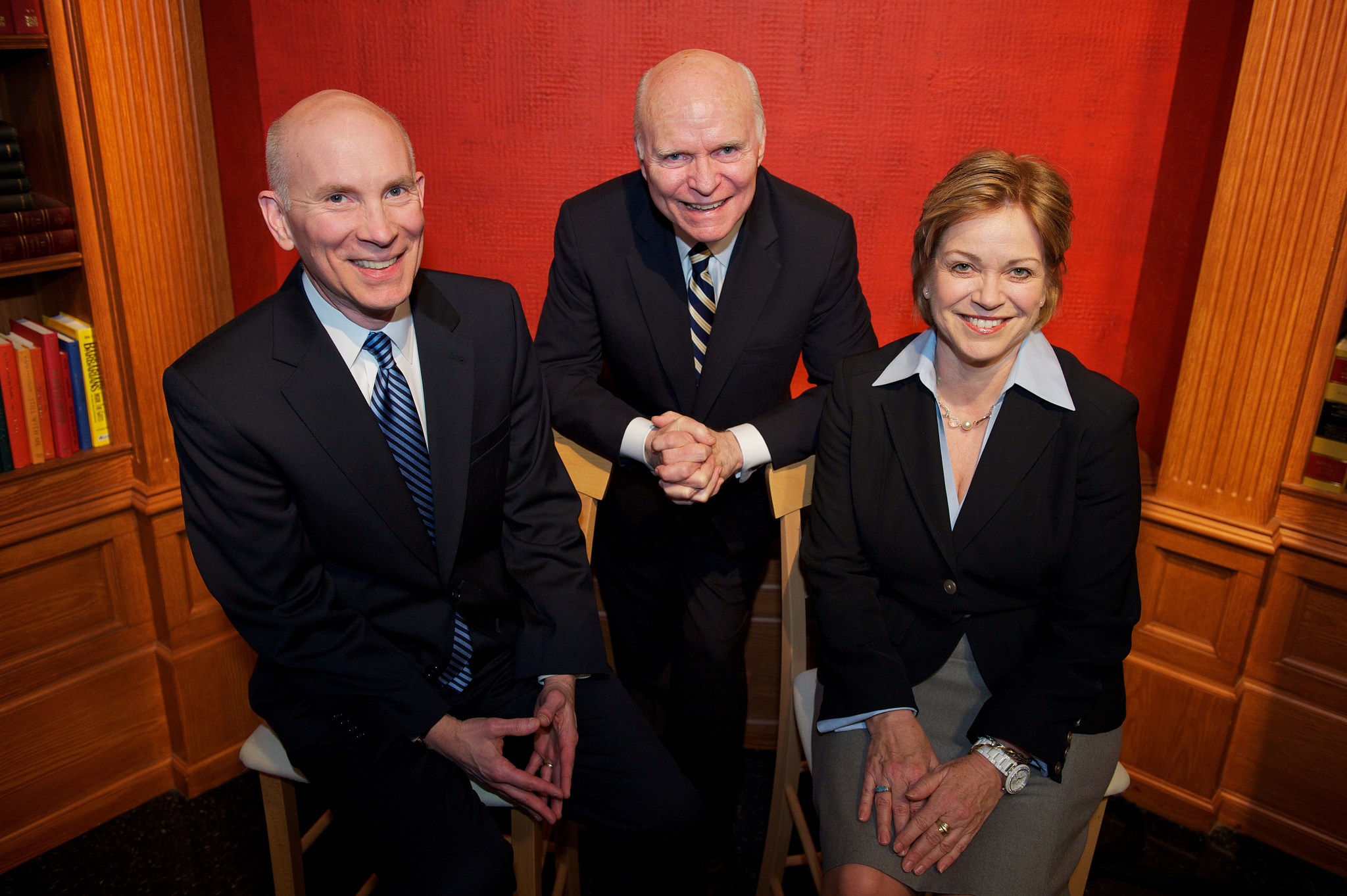
مؤسّس الشبكة بريان لامب عام 2012 محاطًا بالمديرَيْن التنفيذيين المشاركين روب كينيدي وسوزان سوين

تُشغّل سي-سبان بواسطة المؤسسة الوطنية للكابلات الفضائية (بالإنجليزية: National Cable Satellite Corporation) وهي منظمة غير ربحية، يتكون مجلس إدارتها بشكل أساسي من ممثلين عن أكبر شركات الكابلات. من بينِ الرؤساء الأوائل لسي-سبان بوب روزنكرانس وجون سايمان وإد ألن وجين شنايدر. لا تعرضُ الشبكة الإعلانات التجارية كما لا تطلبُ التبرعات مباشرة على الهواء، لكنها بدلاً من ذلك تتلقى كل تمويلها تقريبًا من رسوم المشترك التي تُفرض على مشغّلي الكابل وكذا البث المباشر للأقمار الصناعية. نظرًا لأن الشبكة كيانٌ مستقلٌ، فلا صناعة الكابلات ولا الكونجرس يتحكمان في محتوى برمجتها.
كانت الشبكة تُوظّف حتى كانون الثاني/يناير 2013 ما مجموعهُ 282 موظفًا تحتَ قيادة الرئيسان التنفيذيان المشارِكان روب كينيدي وسوزان سوين فيما يشغلُ بريان لامب – وهو مؤسس الشبكة – منصب الرئيس التنفيذي لمجلس الإدارة. يتمركزُ غالبيّة موظّفي الشبكة في مقرها في كابيتول هيل بواشنطن العاصمة، لكنّ المؤسّسة القائمة على سي-سبان افتتحت عام 2003 استوديوهات تلفزيونية جديدة في مدينتي نيويورك ودنفر وتَستخدم هذه الاستوديوهات معدات رقمية يُمكن التحكّم فيها من واشنطن. تحتفظُ سي-سبان أيضًا بأرشيفٍ احتياطي لها في ويست لافاييت بإنديانا تحت إشراف الدكتور روبرت إكس براوننج.

## إحصائيات
تتوفر شبكة سي-سبان في أكثر من 100 مليون منزل حسب الإحصائيات التي صدرت عام 2010، كما شارك أكثر من 7000 متصل هاتفيًا في البرنامج الصباحي واشنطن جورنال حتى الثامن عشر من آذار/مارس 2009. لا توجد إحصائيات مشاهدة رسمية لسي-سبان على اعتبارِ أنّ الشبكة التي لا تحتوي على إعلانات تجارية أو إعلانات مكتوبة لا تستخدمُ تصنيفات نيلسن، ومع ذلك كان هناك عددٌ من الدراسات الاستقصائية التي تقدم تقديرات:
- وجد استطلاعٌ أُجري عام 1994 أن 8.6% من سكان الولايات المتحدة يشاهدون شبكة سي-سبان بانتظام.[53]
- ارتفعَ هذا الرقم عام 2004 إلى 12% وفقًا لمسحٍ أجراهُ مركز بيو للأبحاث بينما وصل هذا الرقمُ إلى 31% في فئة المشاهدين العرَضيين،[12] حيثُ قال أكثر من 28 مليون شخص إنهم شاهدوا برامج الشبكة كل أسبوع.[13]
- وجدت دراسة استقصائية أجرتها هارت للأبحاث في آذار/مارس 2009 أن 20% من المنازل التي تحتوي على تلفزيون الكابل (حوالي 39 مليون منزل) تُشاهد سي-سبان مرة واحدة على الأقل في الأسبوع.[127]
- قدر استطلاعٌ عام أجرته سي-سبان ومؤسّسة بين شوين بيرلاند عام 2010 أن 79 مليون شخص بالغ في الولايات المتحدة شاهدوا سي-سبان في وقتٍ ما من 2009 إلى 2010.[128]
- أجرت شركة هارت ريسيرش (بالإنجليزية: Hart Research) في كانون الثاني/يناير 2013 مسحًا آخر أظهر أن 47 مليون بالغ أو 24% من البالغين الذين لديهم إمكانية الوصول إلى تلفزيون الكابل يُشاهدون سي-سبان أسبوعيًا.[54][129] من بين ال 47 مليون مشاهد منتظم حسب المسح، هناك 51% من الذكور و 49% من الإناث، 26% ليبراليون، 31% محافظون، 39% معتدلون وحوالي نصفهم من خريجي الجامعات. أفاد 28% من الأشخاص الذين تتراوح أعمارهم بين 18 و49 عامًا أنهم يُشاهدون مرة واحدة على الأقل في الأسبوع الشبكة فيما بلغت هذه النسبة 19% في صفوفِ من تتراوح أعمارهم بين 50 و64 عامًا و22% ممن تزيدُ أعمارهم عن 65 عامًا.
- أجرت إبسوس أوديانس (بالإنجليزية: Ipsos Audience) في شباط/فبراير 2017 مسحًا آخر أظهر أن 70 مليون بالغ أو 36% من البالغين الذين لديهم إمكانية الوصول إلى تلفزيون الكابل يُشاهدون شبكة سي-سبان مرة واحدة على الأقل كلّ ستة أشهر، وتُضيف الإحصائيات: 52% من الذكور و 48% من الإناث. 25% من المشاهدين من الغرب و22% من الغرب الأوسط و20% من الشمال الشرقي مقابل 33% من الجنوب. 28% اعتبروا أنفسهم ليبراليين و27% محافظين و36% معتدلين. 51% من كل المشاهدين تتراوح أعمارهم بين 18 و44 عامًا.

## الرأي العام
وجد استطلاعُ رأيٍ أجرتهُ سي-سبان عام 2009 أن السمة الأكثر قيمة للشبكة بالنسبة لمشاهديها هي البرمجة المتوازنة. كان المشاركون في الاستطلاع مجموعةٌ مختلطة د حيث وصف 31% أنفسهم بأنهم ليبراليون بينما وصف 28% أنفسهم بأنهم محافظون. وجدَ ذاتُ الاستطلاع أن مشاهدي الشبكة هم خليطٌ متساوٍ من الرجال والنساء من جميع الفئات العمرية، وقد أشادوا بطبيعة الخدمة العامة لسي-سبان كمساهمة دائمة للمعرفة الوطنية. كتب أندرو روزنتال عام 1987 لصحيفة نيويورك تايمز عن تأثير سي-سبان في الانتخابات السياسية مجادلاً بأن «التغطية الشاملة للشبكة وسَّعت الصحافة التلفزيونية إلى مناطق كانت محمية في السابق من الرؤية العامة.» أُشيد بالشبكة لتسهيلها وصول الجمهور إلى الأحداث السياسية التي تهمُّ أمريكا مثل جلسات الاستماع في مجلس الشيوخ، ونقاشات قانون الرعاية الصحية عام 2010، كما يُنسب الفضل إلى برامجها اليومية في تزويد وسائل الإعلام وعامّة الناس بمعرفة وثيقة بالإجراءات السياسية في الولايات المتحدة. لُوحظَ أيضًا قدرة الشبكة على تقديم هكذه خدمات دون تمويلٍ اتحادي أو إعلانات أو طلبِ تبرعاتٍ من المشاهدين أو شيءٍ من هذا القبيل.
أشارت واشنطن بوست في مقالٍ بمناسبة الذكرى الخامسة والعشرين لتأسيس الشبكة إلى أن برامجها قد نُسخت قِبل شبكات التلفزيون في جميع أنحاء العالم كما نسبت الصحيفة إلى الشبكة تقديم معلوماتٍ حول السياسة الخارجية إلى المشاهدين الأمريكيين. تتمثَّلُ مهمة سي-سبان وفقًا لصحيفةِ نيويورك تايمز في تسجيل وتوثيق الأحداث الرسمية في واشنطن العاصمة وهذا ما يجعلُ عمل الشبكة «عملًا فريدًا من نوعه» سيما مكتبة فيديوهات الشبكة والتي حظيت بتغطية صحفية كبيرة. على الرغم من التزامها المُعلَن بتقديم برامج متوازنة سياسيًا، اتهمت بعض المنظمات الليبرالية شبكة سي-سبان وبرامجها مثل واشنطن جورنال وسؤال وجاوب وكذا برنامج بعد الكلمات بالتحيز للمحافظين. في عام 2005 ، أصدرت منظمة العدل والدقة في الإبلاغ (بالإنجليزية: Fairness and Accuracy in Reporting) عام 2005 دراسة عن برنامج واشنطن جورنال الذي تبثه الشبكة حيثُ تتبعت المنظمة في إطارِ الدراسة البرنامج المعنيّ لستة أشهر تقريبًا مركّزة على الضيوف حيثُ حددت 32 ضيفًا على أنهم من «اليمين الوسط» و19 من «اليسار الوسط» كما ورد في نفس الدراسة أنَّ الأشخاص الملونين ممثلون تمثيلاً ناقصًا حيثُ مثَّلوا 15% فقط من قائمة المدعوين. أفاد استطلاعٌ للرأي أصدره مركز البحوث الاقتصادية والسياسية (بالإنجليزية: Center for Economic and Policy Research) عام 2007 أن سي-سبان غطَّت مراكز الفكر المحافظة أكثر من مراكز الأبحاث المحسوبة على اليسار.

## قوانين
أصدر الكونجرس عام 1992 تشريعات جديدة تفرضُ بعد القوانين على شركات الاتصالات الكبلية فيما يخصُّ حضور المذيعين المحليين. أثّرت هذه القوانين على وجود شبكة سي-سبان في بعض المناطق ولا سيما قناة سي-سبان الثانيّة حيث اختار بعض مقدمي الخدمة التوقف عن نقل القناة تمامًا طالما لا تُحقّق شرط وجود مذيعٍ محليّ. أسقطت أنظمة الكابلات بين عامي 1993 و1995 بثّ شبكة سي-سبان (وبخاصّة قناة سي-سبان الثانيّة) في 95 مدينة أمريكية بعد البدء في تنفيذ اللوائح التي وافقَ عليها الكونغرس. اعترض المشاهدون على هذه القرارات خاصةً عندما تزامنت هذه القوانين مع مسائل ذات اهتمامٍ محلي تحدثُ في مجلس النواب أو مجلس الشيوخ. نجحت بعض المجتمعات مثل يوجين والإسكندرية في استعادة توافر سي-سبان إلى أن استُعيدت الشبكة بالكامل في وقتٍ لاحقٍ بفضلِ التطورات التكنولوجية التي أدت إلى توسيع سعة القناة على مزودي الكابلات المسموح ببثها للمحطات الإلزامية.

## خدمات أخرى

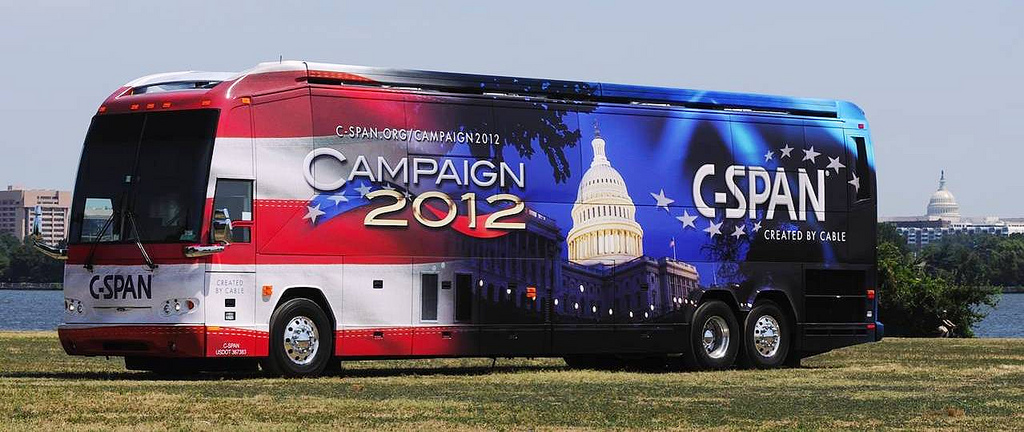
حافلة سي-سبان الرقميّة التي تقومُ بجولاتٍ في الولايات المتحدة لتثقيف الجمهور حول موارد الشبكة

تقدم سي-سبان عددًا من الخدمات العامة الأخرى بعيدًا عن بثّ جلسات مجلسي النواب والشيوخ، حيثُ بدأت الشبكة في تمّوز/يوليو 1987 خدمة سي-سبان كلاس روم (بالإنجليزية: C-SPAN Classroom) وهي خدمة عضوية مجانية للمعلمين تُساعدهم في استخدام موارد الشبكة بغرض البحث. استحدثت الشبكة حافلة لها في تشرين الثاني/نوفمبر 1993 حيثُ جابت جميع أنحاء الولايات المتحدة لتثقيف الجمهور حول الحكومة والسياسة كما سجّلت الحافلة لقطات فيديو للأماكن التي زارتها. قدمت الشبكة حافلة ثانيّة لها عام 1996 لنفس الغرض قبل أن تُوقفَ الحافلتين عام 2010، مفتتحةً حافلة رقميّة جديدة ومتطوّرة قصد تعريفِ الزوار والجمهور بمنتجَات سي-سبان الرقمية المُحسّنة. قامت سي-سبان أيضًا بتجهيز ست مركبات للسفر عبر البلاد وتسجيل قصص سياسية وتاريخية فريدة من نوعها، واحتوت كلّ مركبة من المركبات الستّ على تقنيات إنتاجية قائمة على الويب لإنتاج محتوى مباشر على الموقع.
نشرت سي-سبان عشرة كتب بناءً على برامجها وتحتوي الكتب المنشورة على مواد أصلية ونصوص مأخوذة من محاضر المقابلة. أول كتابٍ نشرته الشبكة كان عام 1988 تحتَ عنوان سي-سبان: أمريكا تاون هال (بالإنجليزية: C-SPAN: America's Town Hall). تشمل كتب سي-سبان الأخرى: دليل سي-سبان للكونغرس (بالإنجليزية: A C-SPAN Guide to Congress)، من دُفن في قبر جرانت؟ (بالإنجليزية: Who's Buried in Grant's Tomb?) وهو دليلٌ لمواقع قبور رؤساء الولايات المتحدة، أبراهام لينكولن - مؤرخون أمريكيون عظماء في رئيسنا السادس عشر (بالإنجليزية: Abraham Lincoln - Great American Historians On Our Sixteenth President) وهي مجموعة من المقالات التي تستندُ إلى مقابلات الشبكة مع عددٍ من المؤرخين الأمريكيين حول لينكولن، وكتاب المحكمة العليا (بالإنجليزية: The Supreme Court) الذي يحتوي على سير ذاتية ومقابلات مع قضاة سابقين في المحكمة العليا بالإضافة إلى تعليقاتٍ من خبراء قانونيين. فضلًا عن خمس كتبٍ أخرى مشتقّة من برنامج كتاب ملاحظات وهي: حواشي الكتاب: قصص الحياة (بالإنجليزية: Booknotes: Life Stories)، حواشي الكتاب: على الشخصية الأمريكية (بالإنجليزية: Booknotes: On American Character)، حواشي الكتاب: قصصٌ من التاريخ الأمريكي (بالإنجليزية: Booknotes: Stories from American History)، حواشي الكتب: أفضل المؤلفين الأمريكيين في القراءة والكتابة وقوة الأفكار (بالإنجليزية: Booknotes: America's Finest Authors on Reading, Writing and the Power of Ideas) وهو كتابٌ عن عن مجموعة من المونولوجات القصيرة المأخوذة من نصوص مقابلات لامب، وأخيرًا كتاب السفر في أمريكا: جولة في كتاب (بالإنجليزية: Traveling America: A Tour Book).